# Anat

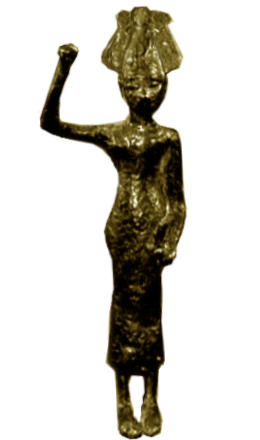
Estatuilla de Anat.

Anat o Anut era principalmente una diosa semita de la fertilidad en la mitología caldea. Tanto hermana como esposa de Baal, era frecuentemente representada desnuda con pechos y un área vaginal prominentes, con un tocado similar a la diosa Hathor de Egipto, con quien a veces se le ha relacionado (provienen de tierras extranjeras, poseen un carácter violento y tienen connotaciones sexuales). 
Anat, además de ser una deidad de la fertilidad, era una joven e impetuosa diosa de la guerra a la que se relacionó también con la griega. Fue descrita en Ugarit (moderna Ras Shamra) como "madre de los dioses" o "amante del cielo". Anaísa Pye, una loa del vudú dominicano, podría estar inspirada en ella.
Su culto se extendió principalmente por Fenicia, Siria, Chipre, Israel, Palestina y Egipto.
La última estatua de la diosa encontrada, datada en la Edad de Bronce, fue encontrada en Khan Younis por un agricultor palestino. Desde su descubrimiento fue expuesta en uno de los pocos museos de Gaza, en el edificio histórico de Qasr al Basha.

## Anat en Egipto

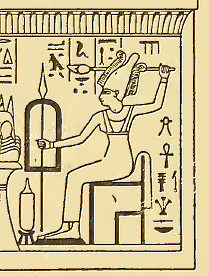
Anat. E. A. Wallis Budge (1904)

Anat apareció por primera vez en el Antiguo Egipto durante la dinastía XVI (el período de los hicsos), junto con otras deidades semíticas del noroeste que pasaron a engrosar el panteón egipcio. Sobre todo era adorada en su aspecto de diosa de la guerra, a menudo vinculada con la diosa Astarté. En el enfrentamiento entre Horus y Set, estas dos diosas aparecen como "hijas extranjeras" de Ra. La diosa Neit sugiere al consejo de los dioses que, como  premio al perdedor, se diese a las dos en matrimonio a Set, que había sido identificado con el dios semítico Hadad.
En otro caso, la mitología egipcia presenta a Set paseando por la orilla del Nilo encontrándose con Anat que estaba bañándose. Entonces, Set se convierte en carnero y la viola. Pero como Anat sólo podía engendrar a partir del fuego divino, expulsó el semen con tal fuerza que cayó sobre la cabeza de Set, dejándole herido. Ra se apiadó de Set y mandó a Isis para que le curara.
En algún caso, aparece representada junto al dios Min, también dios de la fertilidad, reforzando la naturaleza sexual de su culto.
Durante el período de los hicsos Anat tenía templos en su capital, Avaris, y en Beth-Shan (Palestina), además de ser adorado en Menfis. En inscripciones encontradas en Menfis de los siglos XV a. C. al XII a. C., Anat era llamada "Bin-Ptah", hija de Ptah. También se asociaba con Reshpu (cananeo: Resef) en algunos textos y a veces, se la identificaba con la diosa egipcia Neit. En algunos casos se la llamaba "Reina del Cielo". Su iconografía varía, pero por lo general es mostrada portando una o más armas. 
El nombre de Anat-her, gobernante egipcio de la dinastía XVI, de alrededor de 1600 a. C. en el Segundo Período Intermedio, se deriva evidentemente de "Anat". 
Fue venerada principalmente durante el Imperio Nuevo y Ramsés II hizo de Anat su guardián personal en las batallas y amplió el templo de Anat en Pi-Ramsés. Ramsés llamó a su hija (con quien luego se casaría) Bint-Anat ("Hija de Anat"). Aparece su perro tallado en un templo en Beit el Wali con el nombre "Anat en vigor" y uno de sus caballos fue llamado Ana-herte ("Anat está satisfecha").